# Suore missionarie serve della Parola
Le Suore Missionarie Serve della Parola (in spagnolo Misioneras Siervas de la Palabra; sigla H.M.S.P.) sono un istituto religioso femminile di diritto pontificio.

## Storia
La congregazione fu fondata dal sacerdote italiano Luigi Butera: missionario comboniano in Messico, nel 1982 aprì un centro per la formazione di missionari laici e, per la gestione dell'opera, istituì le famiglie religiose delle missionarie serve e dei missionari servi della Parola. Il ramo femminile fu eretto in istituto religioso di diritto diocesano nel 1997 e ottenne il riconoscimento pontificio nel 2008.

## Attività e diffusione
Le suore si dedicano alla formazione religiosa dei laici e all'evangelizzazione.
Oltre che in Messico, sono presenti in Argentina, Cile, Colombia, Costa Rica, Guatemala, Kenya, Repubblica Dominicana, Stati Uniti d'America e Tanzania; la sede generalizia è ad Axotlan, Cuautitlán Izcalli.
Alla fine del 2015 l'istituto contava 398 religiose in 77 case.